# Dan Frost
Dan Frost (født 22. maj 1961 på Frederiksberg) er tidligere dansk cykelrytter.
I karrierens løb vandt han VM-guld i 1986 i pointløb og senere guld i samme disciplin ved Sommer-OL 1988 i Seoul. Derudover har han samlet vundet 19 danske mesterskaber.
I tiden efter sin aktive karriere var han landstræner for det danske banelandshold. Han var sportsdirektør fra 2006 til 2013 hos Team CSC (senere Team Saxo-Bank og Team Saxo-Tinkoff). I 2014 var han sportdirektør ved Team Sky. I dag driver han rejsefirmaet Dan Frost Cycling. Han arbejder derudover for ASO, kommenterer for Eurosport, fungerer som ekspert for DR1, og holder foredrag. Han er i dag bosiddende i Frankrig.